# Carlos Ezquerra
Carlos Ezquerra (Ibdes, 12 novembre 1947 – 1º ottobre 2018) è stato un fumettista spagnolo, noto per aver co-creato, insieme agli sceneggiatori Pat Mills e John Wagner, il personaggio di Giudice Dredd per la rivista 2000 AD.

## Carriera
Inizia l'attività di disegnatore nella città di Barcellona, disegnando storie belliche e western per editori spagnoli.
Trasferitosi in Inghilterra nel 1973, esordisce nel mercato britannico con fumetti rosa quali Valentine e Mirabelle, per poi farsi notare, nel 1974, sulla rivista antologica Battle Picture Weekly dell'editore IPC, disegnando le serie Rat Pack, Major Eazy e El Mestizo.
Nel 1976 gli viene assegnato il compito di creare il design del personaggio di Judge Dredd per la neonata rivista 2000 AD, del quale disegnerà numerose storie su testi di John Wagner, contribuendo a rendere il personaggio famoso in tutto il mondo.
Nel 1978, insieme a Pat Mills, crea il personaggio di Strontium Dog sulla rivista Starlord e realizza l'adattamento della science fiction umoristica Stainless Steel Rat dello scrittore Harry Harrison.
Verso la fine degli anni '80 comincia a lavorare per il mercato americano, principalmente collaborando insieme allo sceneggiatore Garth Ennis, per il quale disegna alcuni numeri delle serie Bloody Mary, Adventures in the Rifle Brigade, War Stories, The Boys e Preacher. Sempre in coppia con Ennis realizza anche un annual della serie DC Comics Hitman e le miniserie Just a pilgrim per la Black Bull Comics e Un uomo chiamato Kev, spin-off della serie WildStorm The Authority.
Nel 2010, nonostante gli venga diagnosticato un cancro ai polmoni al terzo stadio che gli comporta l'asportazione di uno dei due organi, continua a lavorare su 2000 AD fino alla sua morte, avvenuta il 1 ottobre del 2018 all'età di 70 anni.

## Stile di disegno
Il tratto di Ezquerra era caratterizzato da uno storytelling dinamico e un'inchiostrazione increspata che delineava efficacemente i momenti chiave della storia.